# 可积系统
数学中，特定动力系统的可积性虽然有几种不同的正式定义，但非正式地讲，可积系统是指具有足量守恒量或首次积分的动力系统，其运动被限制在维度小于相空间的子空间中。
可积系统通常有3个特征：
- 存在守恒量的最大集合（完全可积性的通常定义）

- 存在代数不变量，在代数几何中有基（有时称作代数可积性）
- 以明确的函数形式明确确定解（不是内禀性质，通常称作可解性）

可积系统在性质上与更一般的动力系统有很大不同，后者是更典型的混沌系统，通常没有守恒量，且渐进不可解，因为初始条件任意小的扰动都可能导致其轨迹在足够长的时间内出现任意大的偏差。
物理学中研究的许多系统都可积，特别是哈密顿意义上的，主要的例子是多维谐振子。另一个例子是围绕固定中心的行星运动。其他基本例子包括刚体绕质心（Euler top）的运动及轴对称刚体绕其轴上一点的运动（Lagrange top）。
1960年代末，人们认识到物理学中存在具有无限自由度的完全可积系统，例如浅水波的某些模型（KdV方程）、非线性薛定谔方程描述的光纤中的克尔效应、托达格等见于多体系统的特定可积系统。1965年，Martin Kruskal和Norman Zabusky发现了孤波的数值方法，并由此提出了逆散射变换法（1967），从而复兴了现代可积系统理论。
在哈密顿系统的特殊情况下，若有足够多的独立泊松对易（commute）首次积分，流参数可作为不变级集（拉格朗日叶）上的坐标系，且流完整、能级集是紧集，就意味着刘维尔-阿诺德定理；即作用量-角度变量的存在。一般动力系统没有这样的守恒量；在自洽哈密顿系统中，能量通常是唯一的守恒量，而在能量级集上，流通常是混沌的。
弗罗贝尼乌斯定理是描述可积系统特征的关键指标。若系统在局部具有最大积分流形的叶状结构，则称其弗罗贝尼乌斯定可积（即由可积分布生成）。但从动力系统的意义上讲，可积性不是局部属性，因为它要求叶规则地嵌入子流形。
可积性并不一定意味着一般解能用已知的一组特殊函数表达，而是系统的几何、拓扑与动力性质的内禀属性。

## 一般动力系统
在可微动力系统,中，可积性指的是存在不变的规则叶状结构；即叶是流中不变的维度最小的嵌入子流形。因此，根据不变叶的维度，存在可变的可积度概念。其在哈密顿系统中得到细化，称为刘维尔意义上的完全可积性（下详），也是本文最常提到的。
可积性的推广也适用于离散系统，如格。这一定义可用于描述微分方程系或有限差分方程的演化方程。
可积与不可积系统之间的区别具有规则运动与混沌运动的定性含义，因此是一种内禀属性，而不仅仅是系统能否以精确形式显式积分的问题。

## 哈密顿系统与刘维尔可积性
对哈密顿系统，我们有约瑟夫·刘维尔意义上的可积性（参刘维尔-阿诺德定理）。刘维尔可积性指存在由不变流形构成的相空间规则叶，使与叶不变量相关的哈密顿向量场跨越切线分布。另一种说法是，存在一组最大的函数独立泊松交换不变量（即相空间上的独立函数，其与系统哈密顿量的泊松括号及相互之间的泊松括号消失）。
在有限维情形下，若相空间为辛的（即泊松代数的中心只含常数），则必具有偶数维度{\displaystyle 2n}，且独立的泊松对易不变量（包括哈密顿量本身）不超过{\displaystyle n}个。对于辛形式而言，叶是完全各向同性的，这样的最大各向同性叶称为拉格朗日叶。自洽哈密顿系统（即哈密顿量和泊松括号都不明确依赖于时间的系统）至少有一个不变量，即哈密顿量本身，其沿流的值即能量。若能级集是紧的，则拉格朗日叶就是环面，其上的自然线性坐标称为“角”变量。正规{\displaystyle 1}-形式循环称为作用变量，由此产生的正规坐标称作作用量-角度坐标（下详）。
此外还有刘维尔意义上的完全可积性 / 部分可积性，以及超可积性 / 最大超可积性的区别。这些区别本质上讲对应叶的维数，当独立的泊松对易不变量数小于最大不变量数（自洽系统情形下大于1）时，称系统部分可积；若除泊松可对易的最大数目之外，还存在其他函数独立不变式，因而不变叶的维度小于n，称系统超可积。若存在1维规则叶，则称为最大超可积。

## 作用量-角度变量
有限维哈密顿系统若在刘维尔意义上是完全可积的，且能级集是紧集，那么流就是完整的，不变叶为环面。如上所述，相空间上即存在一组特殊的正则坐标，称为作用量-角度坐标，这样不变环面就是作用变量的联合水平集。因此，这些变量提供了哈密顿流（运动常数）的完整不变集，而角度变量是环面上的自然周期坐标。正则坐标表示的不变环面上的运动在角度变量中是线性的。

## 哈密顿–雅可比方法
正则变换理论中的哈密顿-雅可比方法，即首先找到相关哈密顿-雅可比方程的完整解以寻求哈密顿方程的解。这在经典术语下可描述为找到到达由完全可忽略变量组成的规范坐标集的变换；即哈密顿量不依赖于完整正规的“位置”坐标，因此相应的正规共轭矩都是守恒量。在能级集为紧集时，这是确定作用量-角度变量的第一步。在哈密顿-雅可比偏微分方程的一般理论中，完整解（即取决于n个独立积分常数的解，其中n是构型空间的维数）在非常普遍的意义下仅存在于局部，因此完整解的存在绝非刘维尔完全可积性的反映。大多数能“显式积分”的情形涉及变量的完全分离，其中分离常数提供了所需的整套积分常数。只有当这些常数能在全相空间重新诠释为限制在拉格朗日叶上的泊松对易函数完全集之值时，系统才能视为刘维尔完全可积系统。

## 孤波与逆谱方法
1960年代末，人们发现孤波是KdV方程（描述浅盆中的1维非耗散流体动力）等偏微分方程的强稳定局部解，将方程视为无穷维可积哈密顿系统就可以理解孤波，于是重新激发了人们对经典可积系统的兴趣。他们的研究为“积分”这类系统提供了有效方法，即逆散射变换和更一般的逆谱方法（通常可还原为黎曼–希尔伯特问题），其通过求解相关积分方程，将傅里叶分析等局部线性方法推广到非局部线性化。
这种方法的基本思想是引入线性算子（由相空间中的位置决定），并在相关系统的动力过程中不断演化，其“谱”（适当推广）在演化过程中不变，参见Lax 对。部分情况下，这提供了足够的不变量或“运动积分”，使系统完全可积。但对KdV方程之类具有无限自由度的系统，还不足以明确刘维尔可积性的定义。不过，若有适当定义的边界条件，谱变换实际上可解释为到达完全可忽略坐标的变换，其中守恒量形成了正规坐标的双重无限集的一半，流在其中线性化。有时这甚至可看做是到作用量-角度变量的变换，不过通常只有有限个“位置”变量实际上是角坐标，其余的都不是紧的。

## 广田双线性方程与τ函数
现代可积系统的另一种观点源于广田良吾开创的一种计算方法，其中用一个辅助量（后称为τ函数）的常系数方程组双线性系统取代了原非线性动力系统。这方程后来称作“广田方程”，最初只是一种计算工具，与逆散射变换或哈密顿结构没有明确关系，但它提供了一种非常直接的推导孤波等重要解的方法。
随后，佐藤干夫及学生将其解释为PDE的KP方程层次之类的可积层次，但后来被解释为一种通用相空间方法，适用于更广泛的可积层次。其中，典型对易动力可视作由格拉斯曼流形上的固定阿贝尔群作用决定。
τ函数被视为从群轨道到格拉斯曼流形内某个原点的[[]投影 (线性代数)|投影算子]]的行列式，而广田方程则表达了格拉斯曼流形普吕克嵌入在投影化的适当定义的（无限）外空间中，被视为费米子福克空间。

## 量子可积系统
在量子环境中，相空间中的函数要替换为希尔伯特空间上的自伴算子，泊松对易函数的概念要换成对易算子，守恒律则须专化为局部守恒律。每个哈密顿算符都有一组无限的守恒量，由其能量特征状态的投影给出。然而，这并不意味着任何特殊动力结构。
要解释量子可积性，不妨考虑自由粒子情景。其中所有动力都是单体可溯的。若量子系统的动力是双体可溯的，则称其为可积系统。杨-巴克斯特方程是这种可溯性的结果，产生了提供无限守恒量集合的痕量等式。所有想法都被纳入了量子逆散射法，应用代数贝特拟设可用于获得显式解。量子可积模型的例子如Lieb–Liniger模型、赫巴德模型和海森堡模型的几种变体。在显式时变量子问题中，还有些量子可积性是已知的，如驱动Tavis-Cummings模型。

## 完全可解模型
物理学中，（特别是无限维的）完全可积系统通常称作完全可解模型。这掩盖了哈密顿可积性与更一般的动力系统可积性之间的区别。
统计力学中也有类似的“精确可解模型”，与经典模型相比，它们与量子可积系统的关系更密切。两种密切相关的方法：基于杨-巴克斯特方程的现代贝特拟设方法，以及量子逆散射法，提供了逆谱法的量子类似物。这些方法对于研究统计力学中的可解模型同样重要。
“精确可解”是不精确的概念，是说“解可用已知的函数明确表达”，似乎这是系统的什么内禀属性，而不是碰巧我们知道一些“已知函数”，可以用它们来表达解这一纯粹的计算特征。这个概念并没有内在本质含义，因为“已知”函数只是来自某些给定的方程，且在不断增加。“可积性”的这种表征没有内在的合理性，但往往意味着可积系统所期待的那种规律性。

### 相关领域
- 数学物理
- 孤波
- 潘勒韦解
- 统计力学
- 可积算法

## 阅读更多
- Beilinson, A.; Drinfeld, V.  (PDF).
- Donagi, R.; Markman, E. . Integrable systems and quantum groups. Lecture Notes in Mathematics. Vol. 1620 (Springer). 1996: 1–119. ISBN 978-3-540-60542-3. doi:10.1007/BFb0094792.
- Sonnad, Kiran G.; Cary, John R. . Physical Review E. 2004, 69 (5): 056501. Bibcode:2004PhRvE..69e6501S. PMID 15244955. doi:10.1103/PhysRevE.69.056501.